# 응씨카이
응씨카이(吳思佳, 오사가, 1994년 5월 22일 ~ )는 홍콩의 가수다. 외할머니가 한국인이다. 2012년 4인조 걸그룹 AS 1의 멤버로 데뷔해, 팀 리더와 메인 보컬을 맡았다. AS 1에서는 '신'(Shin)이라는 예명을 사용했다.

## 프로듀스 101참가
2015년 11월까지 AS 1에서 활동한 후, 초록뱀주나E&M 소속 연습생 신분으로 대한민국에서 열리는 프로듀스 101에 참가하기 위해 활동을 잠정 중단했다. 그리고 본명인 응씨카이로 참가했다.
최초 등급 평가에서는 미쓰에이의 '다른 남자 말고 너'를 부르고 B등급을 받았다.
그룹 배틀 평가에서는 씨스타의 'Push Push', 포지션 평가에서는 iKON의 '리듬 타'를 불렀고, 각각 그룹 내 1위를 기록했다. 두 곡에서는 모두 래퍼 포지션을 담당했다.
3차 평가인 컨셉트 평가에서는 핑크러쉬(Pinkrush)팀의 일원으로 출전해 '핑거팁스'(Fingertips)를 불렀으나, 팀이 3위에 그쳐 베네핏 확보에 실패했다.
회차별 순위는 53위(1회), 52위(2회), 19위(3회), 17위(5회), 21위(6회), 28위(8회)를 기록했다. 10회 방송에서 23위를 기록해, 22명이 올라가는 최종 평가 무대에는 등장하지 못했다.

## 프로듀스 101이후
2016년 4월에 홍콩으로 귀국했으며, 귀국 후에는 홍콩에서 활동했다.
2017년 10월에 열리는 믹스나인 출전을 선언하고 대한민국에 다시 들어왔다.
회차별 순위는 11위(4회), 12위(5회), 11위(7회), 24위(8회), 32위(10회), 39위(11회)를 기록했다. 8회부터 순위가 확 떨어진 것을 알 수 있는데 이는 믹스나인의 담당 PD인 한동철이 PRODUCE 101에서 탈락했다가 믹스나인에 재도전하는 참가자들을 걸러내는 작업을 단행했고 이 과정에서 응 씨 카이가 한동철에게 적발되어 한동철에 의해 편집 조작을 당해 순위가 이렇게 내려간 것으로 보인다. 응씨카이 뿐만 아니라 같은 PRODUCE 101에서 고배를 마셨던 허찬미 역시 같은 피해를 입었다.

## 2019년 홍콩 범죄인 인도법 반대 시위 비난 논란
2019년 홍콩 범죄인 인도법 문제가 발생했을 때 많은 중화권 연예인 들이 중국시장 때문에 웨이보에 중국의 입장을 지지하는 게시글을 올렸을 때 응씨카이도 중국의 입장 지지와 함께 시위대를 비난해 논란이 된적이 있다. 그것도 홍콩을 대표하는 걸그룹출신이 중국의 지지와 시위대를 비난해 구설에 오른적이 있고 이로 인해 본인의 인스타그램에 악플로 쇄도해 인스타그램 계정을 폐쇄됐다. 이 일로 인해 이미지가 많이 추락했다.

## 싱글 음반 목록
- 2012년 : Catch Me Up
- 2013년 : Red Hot Hits 2013
- 2014년 : Be With U
- 2015년 : Candy Ball
- 2015년 : 캔디볼(대한민국 싱글)
- 2016년：HEY! Ya